# Hypagyrtis caesia
Hypagyrtis caesia es una especie de polilla de la familia Geometridae. La especie fue descrita por primera vez por Herbert Druce en 1870. La polilla ha sido descrita solamente en México.